# Loma Linda
Loma Linda (dallo spagnolo che significa "bel colle") è una città della contea di San Bernardino, California, Stati Uniti, che è stata incorporata nel 1970. La popolazione era di 23.261 abitanti al censimento del 2010, un aumento rispetto ai 18.681 abitanti del censimento del 2000. L'area centrale della città era originariamente conosciuta come Mound City; la sua metà orientale era originariamente la comunità non incorporata di Bryn Mawr.
La città è una delle 5 zone blu del mondo per l'alto numero di centenari rispetto alla popolazione.

## Geografia fisica
Secondo lo United States Census Bureau, ha un'area totale di 7,55 mi² (19,55 km²).

## Società

### Evoluzione demografica
Secondo il censimento del 2010, la popolazione era di 23.261 abitanti.

### Etnie e minoranze straniere
Secondo il censimento del 2010, la composizione etnica della città era formata dal 47,8% di bianchi, l'8,7% di afroamericani, lo 0,4% di nativi americani, il 28,3% di asiatici, lo 0,7% di oceanici, l'8,7% di altre razze, e il 5,4% di due o più etnie. Ispanici o latinos di qualunque razza erano il 22,2% della popolazione.